# Rikisaburō Terai
Rikisaburō Terai (japanisch 寺井 力三郎, Terai Rikisaburō; geboren 1930 in Tokio) ist ein japanischer Maler im Yōga-Stil.

## Leben und Wirken
Rikisaburō Terai machte 1953 seinen Abschluss Fach Ölmalerei in der Abteilung für Westliche Malerei an der Universität der Künste Tokio. 1955 wurde er an seiner Alma Mater Assistent im Atelier von Koiso Ryōhei.
1966 wurde Terai auf der Ausstellungsreihe der Issui-kai (一水会) mit dem Preis der Künstlervereinigung ausgezeichnet. Im folgenden Jahr wurde er Mitglied der Issui-kai. Ab 1968 konnte er viermal auf der Ausstellungsreihe für den Yasui-Preis (安井賞) ausstellen.
1971 machte Terai eine Europareise. Im selben Jahr erhielt er den höchsten Preis der Issui-kai. 1988 wurde er Professor an der Kurzuniversität „Takasaki geijutsu tanki daigaku“ (高崎芸術短期大学). 1990 erhielt er den 33. Saitama-Kulturpreis (埼玉文化賞).
Terai lebt in Hanyū in der Präfektur Saitama und ist weiterhin künstlerisch tätig und ist Mitglied des Leitungskomitees der Issui-kai. Sein Stil ist geprägt durch fast fotografisch-exakte Darstellung von Personen und Landschaften. Ein Beispiel ist das Gemälde „Nizza“ aus dem Jahr 1972, das eine junge Frau im Liegestuhl und einen auf der Balustrade sitzenden Mann darstellt, mit Nizza im Hintergrund. Zuletzt hatte er 2002 und 2007 Einzelausstellungen im Hauptgebäude des Kaufhauses Mitsukoshi in Tokio.